# Katalin Kováts
Katalin Kováts (ur. 16 października 1957 w Budapeszcie) – węgierska matematyczka, językoznawczyni, metodolożka i esperantystka mieszkająca w Holandii.

## Życiorys
Katalin Smidéliusz uzyskała uprawnienia do nauczania języka rosyjskiego i matematyki po ukończeniu Instytutu Pedagogicznego w Szombathely. Studiowała filologię na Uniwersytecie Loránda Eötvösa (ELTE). W 1996 roku obroniła pracę doktorską na temat propedeutycznej wartości esperanto w nauczaniu języka włoskiego. W latach 1990–1994 jako pracownik Instytutu Pedagogicznego w Szombathely założyła i kierowała wydziałem esperanto na tej uczelni. Od 2001 roku mieszka w Holandii z mężem Sylvainem Lelarge'em. Mają syna Martina. Jest również matką Petry Smidéliusz (byłej członkini zarządu TEJO) i Bence Smidéliusza.
W 2001 roku założyła portal edukado.net poświęcony nauczaniu esperanto. Od 1994 roku współpracowała z magazynem Monato,, a w latach 1994–2006 była wiceredaktorką czasopisma Internacia Pedagogia Revuo. Od 2007 roku jest członkinią Akademio de Esperanto, a od 2009 roku też przewodniczącą Komisji ds. Egzaminów Światowego Związku Esperantystów (UEA).
Prowadzi zajęcia dla nauczycieli esperanta w ramach studiów interlingwistyki na UAM w Poznaniu.

## Nagrody
- 2009 – nagroda Ady Fighier-Sikorskiej[4].
- 2010 – została wybrana Esperantystą Roku[6]. Nagroda została przyznana za promowanie profesjonalnego nauczania esperanta, organizację egzaminów esperanto zgodnych z Europejskim Systemem Opisu Kształcenia Językowego oraz prowadzenie strony dla nauczycieli esperanta edukado.net[7]
- 2016 – nagroda Kultury Esperanto od fundacji FAME i miasta Aalen[8].
- 2018 – nagroda Onisaburo Deguchi za osiągnięcia w nauczaniu esperanto[2]

## Publikacje
- Viu vi aŭdis ke...? podręcznik do nauki esperanto wydany w 2014 roku przez Autorino Hungario[9]
- Stelsemantoj en la ora nordo: Tiberio Morariu kaj liaj samtempuloj 2011[10]. Książka biograficzna o szwedzkim esperantyście Tiberio Morariu[11].
- Poŝamiko: memoriloj – bildvortaroj por komencantoj el la metiejo de edukado.net 2007[12]
- Memorlibro omaĝe al Andreo Cseh: okaze de lia 100-jara naskiĝdatreveno 1995[13]